# Герменерік
Гермене́рік (лат. Hermenericus; ? — бл. 485) — король свевів (475—485).

## Імена
- Герменерік / Ерменерік (лат. Hermenericus / Ermenericus, порт. Hermenerico)
- Гермінерік / Ермінерік  (лат. Herminericus / Erminericus)
- Германарік, Германаріх / Ерманарік, Ерманаріх (лат. Hermanaricus / Ermanaricus)
- Германрік / Ерманрік (лат. Hermanricus / Ermanricus)

## Біографія
Про походження нічого невідомо. Посів трон близько 475 року після поразки й смерті короля Теодемунда. Ймовірно був ставлеником вестготського короля Ейріха. Проте йому протистояли Веремунд та Рехіла II. Разом з тим невідомо в якій послідовності: за однією з версій Герменерік спочатку боровся з Веремундом, потім з Рехілою II (або навпаки, тоді Веремунд був нащадком Рехіли II); за іншою гіпотезою Рехіла II був спадкоємцем Герменеріка; третя вказує на одночасне існування трьох королів свевів.
Відповідно до нині втраченого документу, згаданого священиком Антоніо де Епес, Герменерік панував близько 485 року. Згідно Епесу, цей король був ревним аріанином і переслідував християн нікейського символу віри, руйнуючи їхні церкви.
Дослідження вказують, що близько 485 року зазнав поразки від Веремунда, або помер за нез'ясованих обставин.

## Цікаві факти
- Герменерік зображений на гербі португальської Коїмбри у вигляді лева.